# 蒙布勒安
蒙布勒安（法語：Montbrehain，法語發音：[mɔ̃bʁəɛ̃]）是法国上法蘭西大區埃纳省的一个市镇，属于圣康坦区。

## 地理
蒙布勒安（49°58'0"N, 3°21'3"E）面积9.9 平方千米，位于法国上法蘭西大區埃纳省，该省份为法国北部内陆省份，北起北部省，西接索姆省和瓦兹省，东临阿登省和马恩省，西南至塞纳-马恩省，东北部与比利时接壤。
与蒙布勒安接壤的市镇（或旧市镇、城区）包括：博雷瓦尔、大布朗库尔、克鲁瓦丰索姆、方丹于泰尔特、大弗雷努瓦、拉米库尔、塞克阿尔。

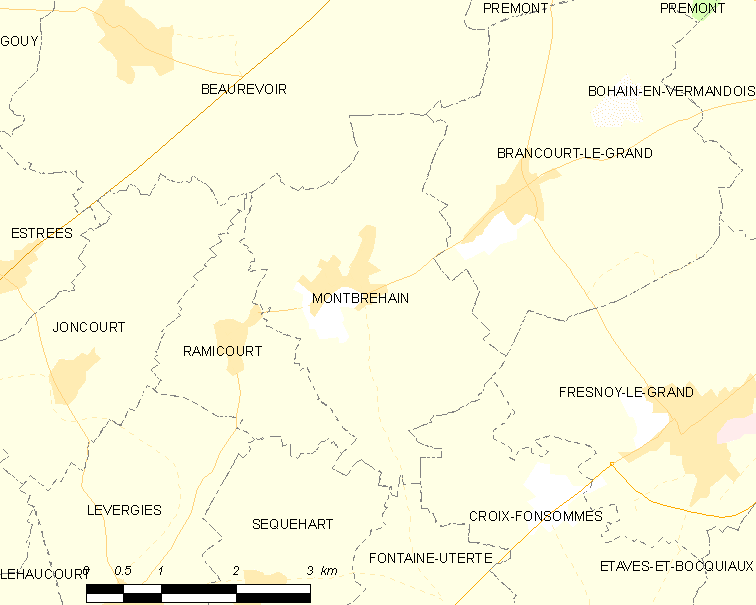
蒙布勒安的OSM定位图

蒙布勒安的时区为UTC+01:00、UTC+02:00（夏令时）。

## 行政
蒙布勒安的邮政编码为02110，INSEE市镇编码为02500。

## 政治
蒙布勒安所属的省级选区为博安昂韦尔芒多瓦县。

## 人口

1962-2008年间蒙布勒安人口变化图示

蒙布勒安于2022年1月1日时的人口数量为813人。